# NBA东部联盟球员列表
NBA东部联盟球员列表列出NBA东部联盟各球队的球员名单。